# Tadoussac

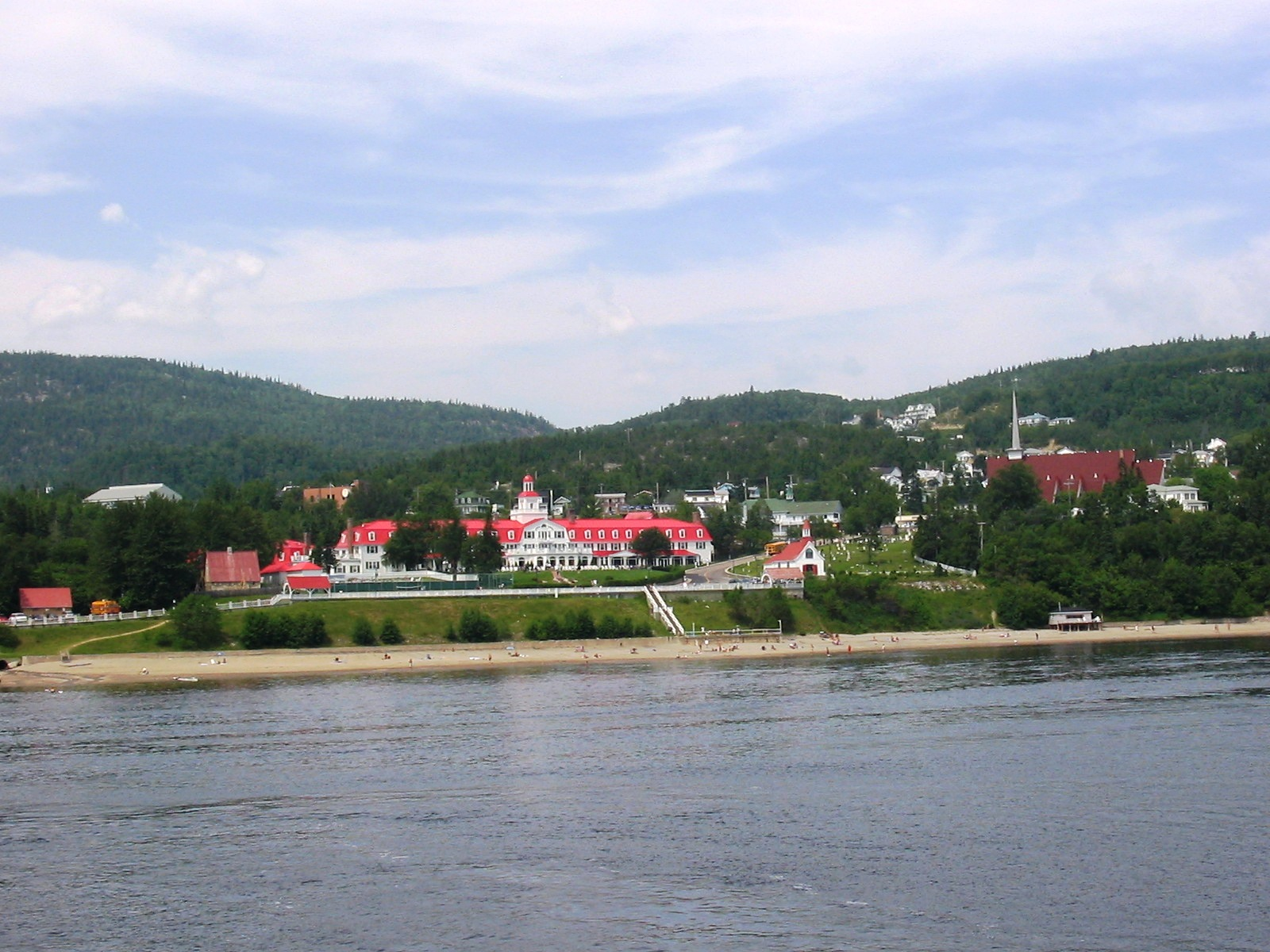
Tadoussac visto desde el río San Lorenzo

Tadoussac es un pueblo en la provincia canadiense de Quebec, en la confluencia de los ríos Saguenay y San Lorenzo. Con 799 habitantes en 2016, Tadoussac es conocido como un destino turístico por la accidentada belleza del fiordo de Saguenay y por sus instalaciones para el avistamiento de ballenas. Toda el área es rural o todavía está en un estado salvaje, con varios parques naturales federales y provinciales en la zona. La aglomeración urbana más cercana es Saguenay, a unos 100 km al oeste.
Poblado originalmente por los innu y visitado por primera vez por europeos en 1535 (en el segundo viaje de Jacques Cartier), Tadoussac fue fundada en 1599 por el comerciante François Gravé Du Pont y Pierre de Chauvin de Tonnetuit, un capitán de la Marina Real francesa, cuando adquirieron un monopolio del comercio de pieles del rey francés Enrique IV. Gravé y Chauvin construyeron el asentamiento en la orilla de la desembocadura del río Saguenay, en su confluencia con el San Lorenzo para aprovechar su ubicación, formando allí el primer puesto comercial en Canadá, además de un asentamiento permanente. En 1899 se incorporó como municipio de aldea.